# La Roche-Jaudy
La Roche-Jaudy is een gemeente in het Franse departement Côtes-d'Armor (regio Bretagne). De plaats maakt deel uit van het arrondissement Lannion. La Roche-Jaudy is op 1 januari 2019 ontstaan door de fusie van de gemeenten Hengoat, Pommerit-Jaudy, Pouldouran en La Roche-Derrien. De gemeente telde 2.643 inwoners op 1 januari 2022.

## Geografie
De oppervlakte van La Roche-Jaudy bedroeg op 1 januari 2022 29,42 vierkante kilometer; de bevolkingsdichtheid was toen 89,8 inwoners per km².
De onderstaande kaart toont de ligging van La Roche-Jaudy met de belangrijkste infrastructuur en aangrenzende gemeenten.

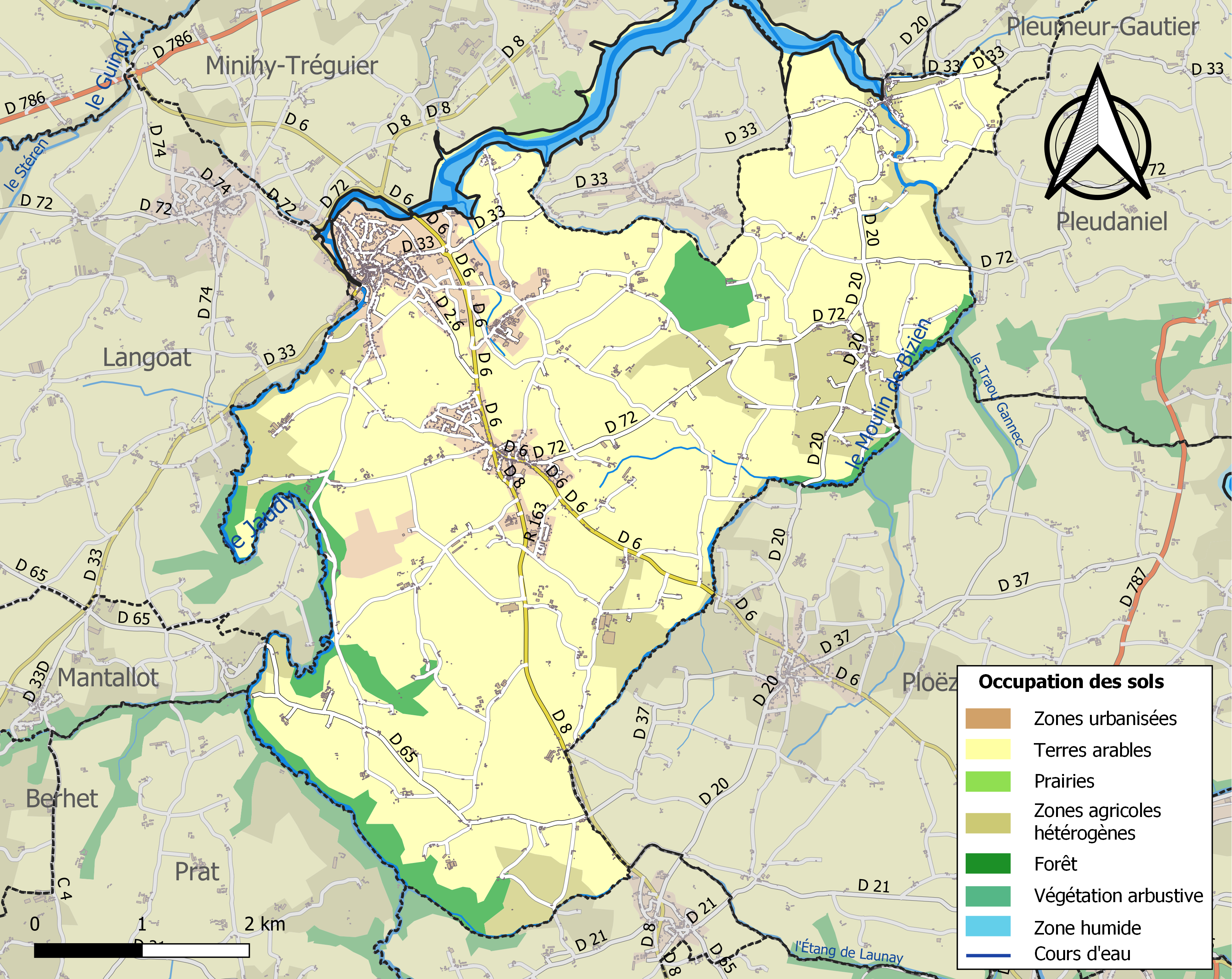

## Afbeeldingen

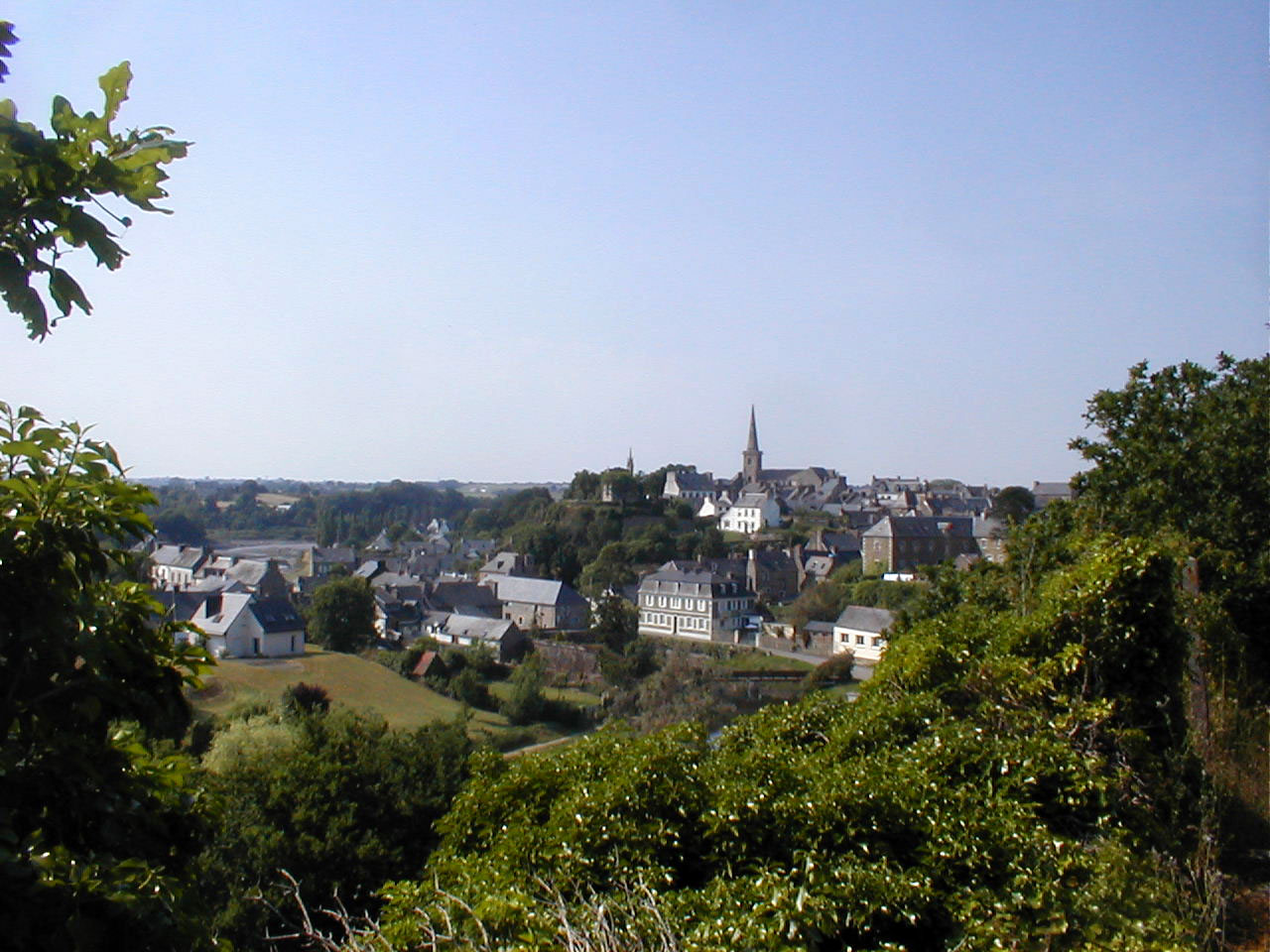
Gezicht op La Roche-Derrien
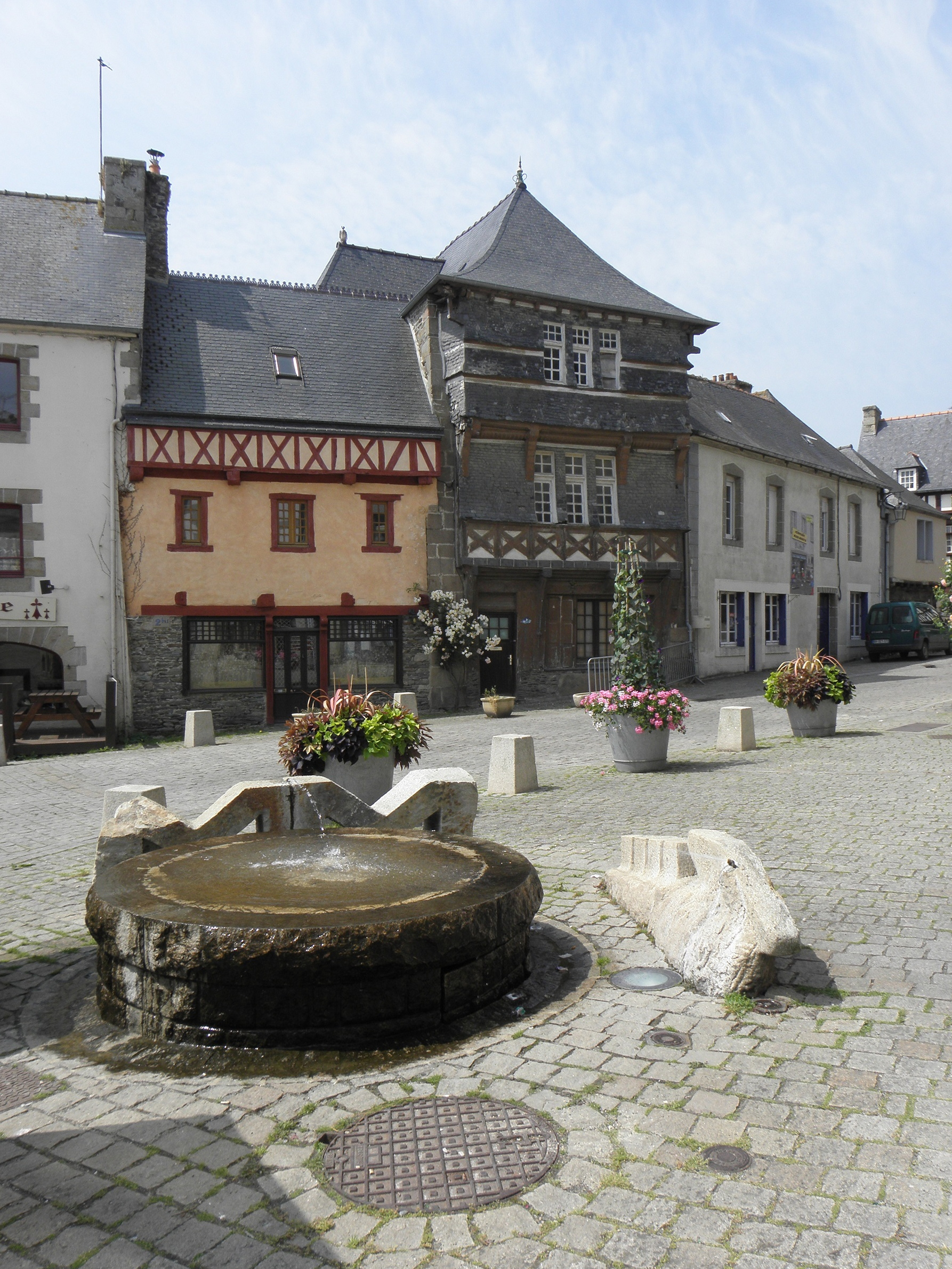
Place du Martray, La Roche-Derrien
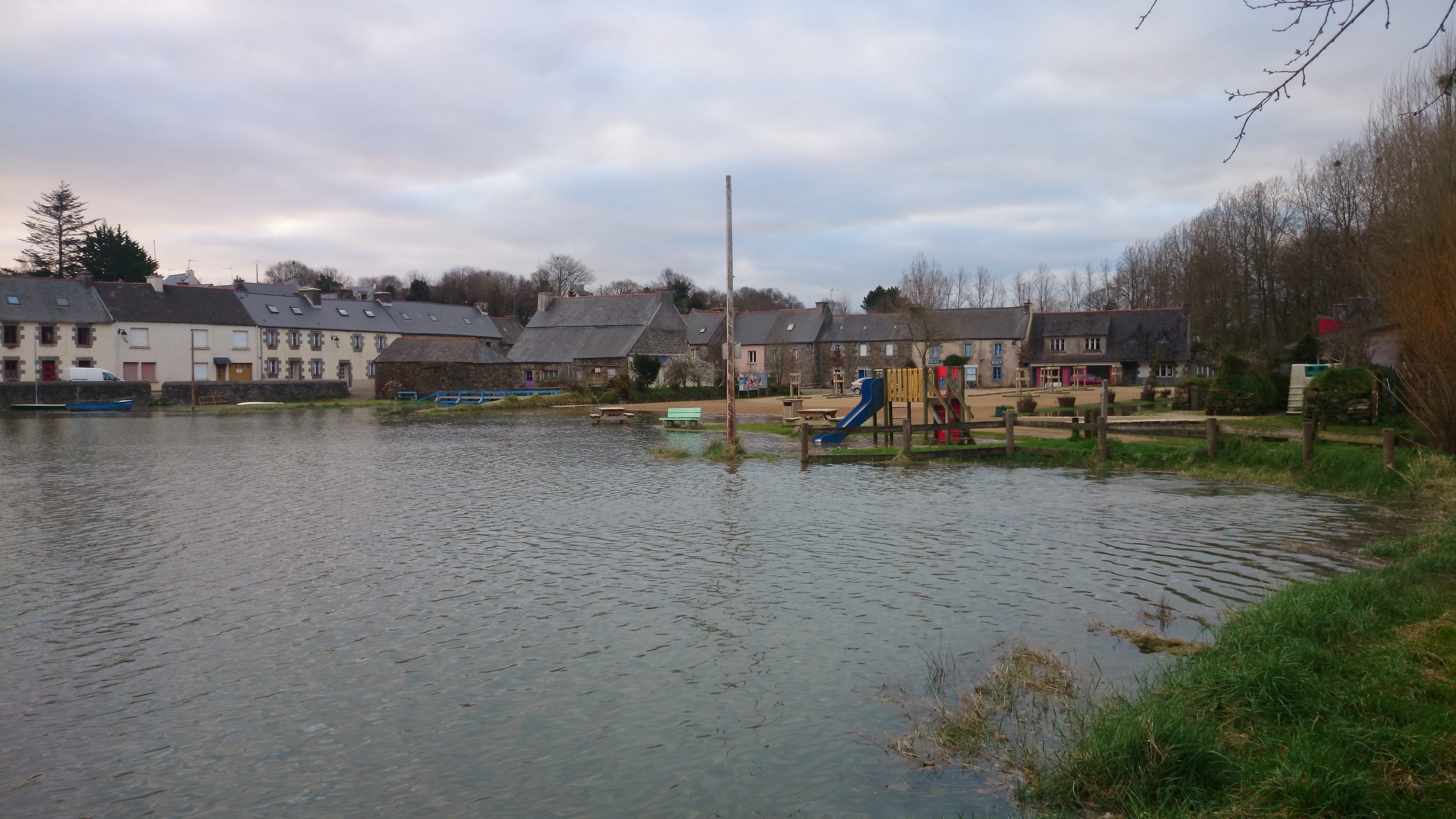
Pouldouran, centrum